# 长治站
长治站位于中华人民共和国山西省长治市潞州区站前路与解放西街交叉口，建于20世纪60年代，有太焦铁路经过该站，现为二等站。目前办理旅客运输业务及货运业务。

## 设施结构
主站房建筑面积4213㎡，候车厅为上下两层，两侧分别为售票厅和行包托运办理厅。目前长治站候车室二楼封闭，旅客仅能通过一楼检票口上下车。同时为了配合旅客上下车业务，长治站全部的旅客列车均停靠一站台。

## 历史
- 20世纪60年代，长治站建成投入使用。
- 长治站于1997年12月进行了扩建。
- 2016年4月，长治站进行了外立面改造。
- 2017年9月至11月底，长治站进行了火车站前广场改造，将原先车辆可随意进出的广场开辟出一块空地，在广场南北两侧设置停车场，方便车辆接送旅客。
- 2020年6月20日，长治站正式实施电子客票。
- 2024年1月，长治站更换了原先的金色书法站名，更换后使用红色隶书字体，车站外立面站名使用“长治”二字，面向站台面站名使用“长治站”三字。

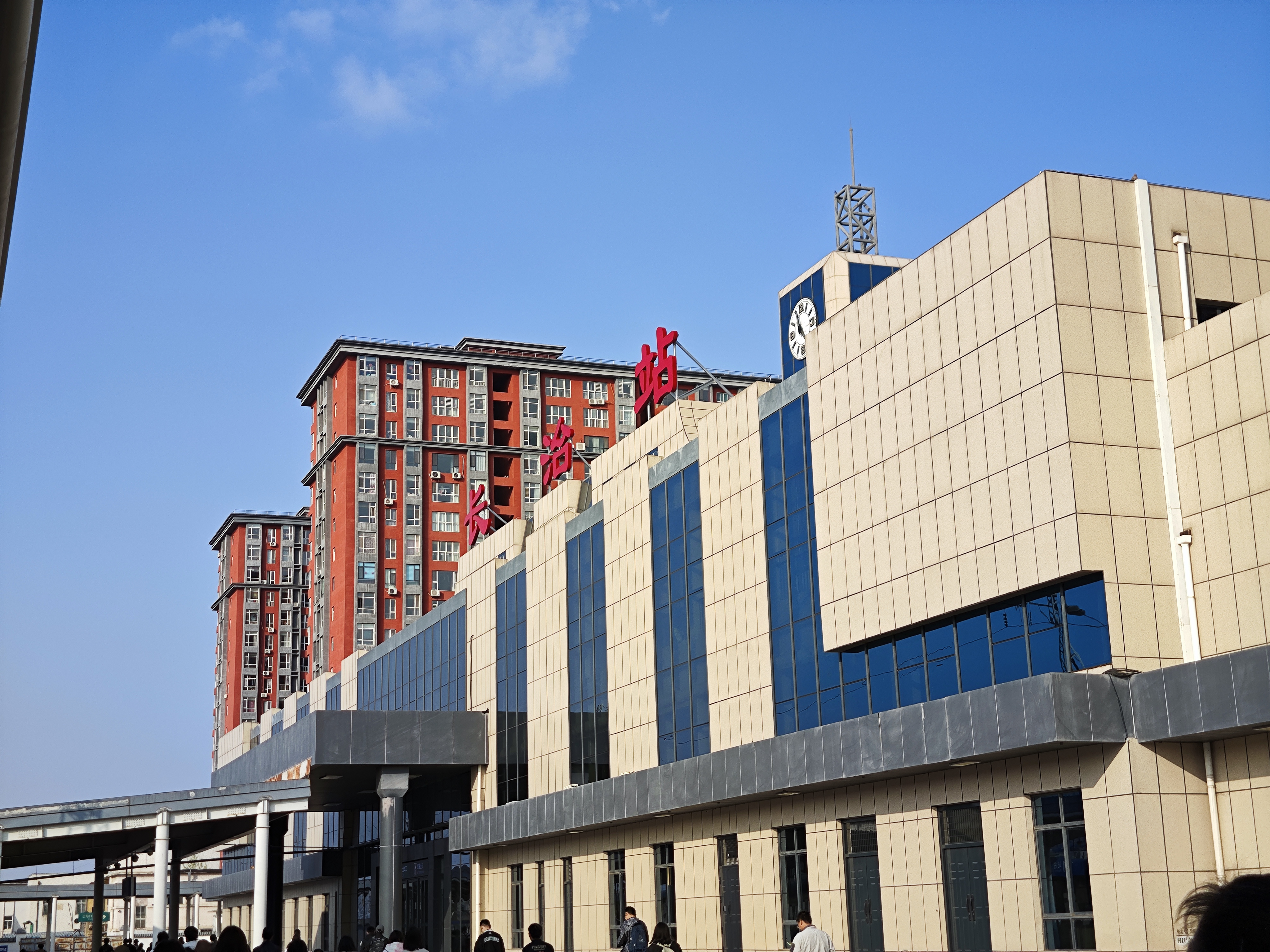
长治站站台面站名

## 旅客列车目的地
在郑太高铁长治东站启用前，长治站是长治市主城区唯一的客运火车站，曾开行有前往北京、苏州、武汉等地列车。长治东站开通后，途径长治站的旅客列车数量大幅减少至仅剩两班，其中，运行于长治北站与北京西站间的晋东南地区首班进京列车K1163/1166、K1165/1164次列车于2023年7月1日正式停运。
截至2024年底，长治站目前旅客列车仅剩两对。其中1551/1554、1552/1553次列车淡季停运。
| 目的地   | 车次       | 列车所属路局 |
| -------- | ---------- | ------------ |
| 太原     | K904、1552 | 太原局集团   |
| 九江     | K903       | 太原局集团   |
| 连云港东 | 1551       | 太原局集团   |

## 公共交通
长治站站前设有公交枢纽站，有数趟公交线路自该站始发。

| 编号 | 编号 | 线路     | 线路 | 线路         | 收费  | 运营商     | 备注 |
| ---- | ---- | -------- | ---- | ------------ | ----- | ---------- | ---- |
|      | 2    | 炎帝广场 | ⇆    | 火车站枢纽   | 1元   | 公交五公司 |      |
|      | 6    | 壶口     | ⇆    | 火车站枢纽   | 1–3元 | 公交五公司 |      |
|      | 21   | 4328厂   | ⇆    | 火车站枢纽   | 1元   | 公交六公司 |      |
|      | 28   | 高铁东站 | ⇆    | 火车站枢纽   | 1元   | 公交五公司 |      |
|      | 311  | 花园枢纽 | ⇆    | 长子高河煤矿 | 1–2元 | 公交二公司 |      |